# San Moisè
San Moisè är en kyrkobyggnad i Venedig, helgad åt profeten Mose. Kyrkan är belägen vid Campo San Moisè i sestiere San Marco.

## Historia
Den första kyrkan på platsen uppfördes i slutet av 700-talet av familjerna Artigeri och Scoparii och var initialt helgad åt den helige Viktor (San Vittore).
År 947 lät adelsmannen Moisè Venier bygga om kyrkan och den helgades då åt hans namne, profeten Mose.
Barockfasaden, som stod färdig år 1668, dominerar Campo San Moisè. Fasaden är ett verk av arkitekten Alessandro Tremignon och bekostades av adelsmannen Vincenzo Fini, vars byst återfinns ovanför kyrkans huvudportal. Interiören hyser bland annat målningarna Jesus tvättar apostlarnas fötter av Tintoretto och Nattvarden av Palma il Giovane.

### Webbkällor
- ”Chiesa di San Moisè”. Arte Misteri e Segreti a Venezia. https://www.venicecafe.it/chiesa-san-moise/. Läst 10 februari 2018.